# Chennai Open 2000
Il Chennai Open 2000 (conosciuto anche come Gold Flake Open) è stato un torneo di tennis giocato sul cemento.
È stata la 5ª edizione del Chennai Open,
che fa parte della categoria International Series nell'ambito dell'ATP Tour 2000.
Si è giocato al SDAT Tennis Stadium di Chennai in India, dal 3 gennaio al 10 gennaio 2000.

## Campioni

### Singolare
Jérôme Golmard ha battuto in finale  Markus Hantschk con il punteggio di 6–3, 6–7 (6-8), 6–3

### Doppio
Julien Boutter /  Christophe Rochus hanno battuto in finale  Prahlad Srinath /  Saurav Panja con il punteggio di 7–5, 6–1